# 茅大芳
茅大芳（1349年—1402年），名誧，河南江北行省揚州路泰興縣（今江蘇省泰興縣）人。明朝政治人物。忠於建文帝，被明成祖所殺。著有《茅大芳集》五卷。

## 簡介
茅大芳博學能詩文。洪武時期，為淮南學官，官副都御史。深得朱元璋喜愛，“勉以董子（董倫）輔相之業。”靖難之役時寄詩淮南守將梅殷：“幽燕消息近如何，聞道將軍志不磨。縱有火龍翻地軸，莫教鐵騎過天河。关中事业萧丞相，塞上功勋马伏波。老我不才无补报，西风一度一悲歌。”
明成祖朱棣即位後，他堅拒不降，被朱棣所殺。其子顺童、道寿、文生等一并论死。孫子則死獄中。
茅大芳妻張氏年五十六，送教坊司當官妓，同年病故，朱棣竟然還御筆批示：“著錦衣衛分付（吩咐）上元縣，抬去門外，著狗喫了。”